# Lorenzo López
Lorenzo Javier López Balboa (ur. 24 października 1963 w Ciudad Mante) – meksykański trener piłkarski.
Jako zawodnik López występował bez większych sukcesów w klubach CF Monterrey, Tigres UANL i Correcaminos UAT, nie potrafiąc przebić się do pierwszego zespołu. Wcześnie zakończył karierę piłkarską i niebawem ukończył kurs trenerski. W 1984 roku ukończył studia na uczelni Centro de Estudios Universitarios na kierunku wychowania fizycznego. W ciągu kolejnych lat przez długi czas pracował jako trener w akademii juniorskiej CF Monterrey, trenując trzecioligowe i czwartoligowe rezerwy tego zespołu. Współpracował wówczas z wieloma przyszłymi reprezentantami Meksyku, między innymi z Jonathanem Orozco, Jesúsem Zavalą, Severo Mezą oraz braćmi Giovanim dos Santosem i Jonathanem dos Santosem. Po odejściu z Monterrey był przez pewien czas dyrektorem drużyn młodzieżowych w klubie Tigres UANL.
W seniorskim futbolu López trenował trzecioligową drużynę Vaqueros, zaś w latach 2007–2008 prowadził czwartoligowy Universidad de Monterrey. W latach 2011–2012 i ponownie w 2013 roku był szkoleniowcem trzecioligowego klubu Murciélagos FC z siedzibą w Guamúchil, nie odnosząc z nim jednak większych sukcesów. W czerwcu 2015, po przenosinach drużyny do miasta Los Mochis, po raz trzeci został trenerem drugoligowego już wówczas Murciélagos.